# ジャヤッパージー・ラーオ・シンディア
ジャヤッパージー・ラーオ・シンディア（Jayappaji Rao Scindia, 1720年頃 - 1755年7月25日）は、インドのマラーター同盟、シンディア家の当主（在位：1745年 - 1755年）。ジャヤッパ・ダーダー・サーヒブ（Jayappa Dada Sahib）とも呼ばれる。

## 生涯
1720年頃、シンディア家の当主ラーノージー・ラーオ・シンディアの長男として生まれた。
1745年7月19日、ラーノージー・ラーオが死亡したことにより、当主位を継承した。
ジャヤッパージー・ラーオは父の領土拡大政策を継承し、マールワーに勢力を拡大したのちはナルマダー川を越えて、ラージプート諸王国の割拠するラージャスターンにまで進撃した。
しかし、1755年7月25日にマールワール王国の領土ナーガウルを攻撃した際、マールワール王ヴィジャイ・シングの家臣2人によって、その城壁付近で殺害された。